# Barbula subrigidula
Barbula subrigidula är en bladmossart som beskrevs av Brotherus 1929. Barbula subrigidula ingår i släktet neonmossor, och familjen Pottiaceae. Inga underarter finns listade i Catalogue of Life.